# 六波羅
六波羅（日语：／，漢字有時也被寫作六原）是位於日本京都市鴨川東岸，五條大路至七條大路一帶的地名。

## 歷史
西元951年僧侶空也在此建立西光寺，後改名為六波羅蜜寺，因此此地也開始被稱為「六波羅」。
11世紀時，平忠盛曾在此建立六波羅館作為平家的根據地，此地區開始成為在京都的武士主要住所，12世紀镰仓幕府成立後，在此設立了六波羅探題作為镰仓幕府在京都的代表。